# گئورگی الکساندروف
گئورگی الکساندروف (بلغاری: Георги Александров؛ زادهٔ ۲۱ مهٔ ۲۰۰۱) بازیکن فوتبال اهل بلغارستان است.